# Restrepia chameleon
Restrepia chameleon, the Color-changing Restrepia, là một loài lan đặc hữu của Colombia.